# Небесний корабель
Небесний корабель (дан. Himmelkibet, англ. A Trip to Mars) — данський науково-фантастичний фільм 1918 року, який вважається одним із перших повнометражних фільмів про космічні подорожі. Його пацифістський меседж розгортався в контексті Першої світової війни, яка влітку 1918 року на момент створення картини була на завершальній стадії.

## Сюжет
Професор Планетаріус сконструював космічний корабель Ексельсіор. Його син Аванті Планетаріус і вісім інших членів екіпажу використовуватимуть його для старту з Копенгагена на Марс. Космічний політ дуже одноманітний; почалося зловживання алкоголем, що завершилося заколотом.
Нарешті Ексельсіор благополучно приземляється на сусідній планеті. Атмосфера Марса придатна для дихання, що дозволяє астронавтам пересуватися за межами космічного корабля без дихальних апаратів. Боячись агресивних марсіан, вони добре озброїлися. Однак вони стикаються з марсіанами-гуманоїдами, які є пацифістами та вегетаріанцями. Марсіани давно скасували війну і створили суспільство, яке запобігає перенаселенню завдяки плануванню сім'ї.
Аванті хоче продемонструвати марсіанам, як на землі полюють на тварин, і застрелює птаха з пістолета. Марсіани вважають цей вчинок святотатством, і Принц Мудрості змушує Аванті обдумати свої дії в Храмі Медитації. Аванті визнає свою несправедливість і закохується в Марію, дочку Принца Мудрості. Його любов взаємна і вони з екіпажем повертаються на Землю, щоб поширювати послання марсіан про мир.

## Виробництво
До та під час Першої світової війни Данія була однією з найважливіших країн-виробників кіно, і її продукції також широко розповсюджували в Німеччині. Виконавець головної ролі, Гуннар Толнаес, був надзвичайно популярний у Німеччині завдяки таким фільмам, як «Улюблена дружина магараджі» (1917); Як пише німецька преса, в цій «колосальній картині» зіграла і Ліллі Джейкобсон.
Зйомки проходили на відкритому повітрі в каменоломні на південь від Копенгагена. За різними підрахунками його виробництво коштувало три мільйони марок. В оголошенні в жовтні 1918 року попросили відвідати пообідні вистави, оскільки «… натовп вечорами був занадто великий». Фільм було знято з використанням складної техніки трюків і зараз вважається попередником фільму Фріца Ланга Жінка на Місяці.
Пацифістський сюжет дуже нагадує двотомний утопічний роман Альберта Дайбера Світ мореплавців, який був опублікований у Штутгарті в 1910 (Три роки на Марсі) і 1914 (З Марса на Землю) і в якому група тюбінгенських професорів також подорожувала на Марс мирний і демократичний світ, який мав би слугувати політичною та культурною контрмоделлю Німецької імперії.

## Кіномузика
Композитор і кінодиригент Александр Ширманн написав для фільму «Весняний танок» із піснею на початку «Цвіте квітка в темному гаю», який був опублікований у 1918 році нотним видавництвом К. М. Рера в Берліні.

## Знання
Сценарій фільму з'явився в 1926 році як кінороман також у Німеччині. У 2006 році фільм був ретельно відреставрований Данським інститутом кінематографії і тепер також доступний на DVD з данськими та англійськими субтитрами.

## Відгуки
|                   | «Небесний корабель» Хольгера Мадсена — один із ранніх масштабних науково-фантастичних фільмів. Оле Олсен, продюсер і джерело ідей, на той час вклав у виробництво цілий статок ... Кульмінаційний момент, прибуття та вітання небесного корабля на Марсі, передвіщає впевнене відчуття Фріца Ланга щодо чудових ефектів і композиції зображення під час запису та постановки... |
| — Bd. 1, S. 426f. | |

|                                                               | Хоча в більшості пізніших фільмів про зустрічі з інопланетянами вони виявляються монстрами та звірами... у НЕБЕСНОМУ КОРАБЛІ людство буде врятовано чистотою та любов’ю марсіан ... Сьогодні він здається дуже жалюгідним, дуже наївним і трохи смішним (з технічної та наукової точки зору!), але як піонер він все ще має велике значення в цьому жанрі. |
| — цит. за виданням Lexikon des Science Fiction Films, S. 427. | |

## Сучасні покази
13 листопада 2009 року о 19.15 год У муніципальному «Filmhauskino» Нюрнберга було показано стрічку «Небесний корабель». Перегляд супроводжувався акомпануванням на роялі доктора Д. Маєра.
13 лютого 2016 року о 19 год на своєму симпозіумі німого кіно «SILENCE FICTION» фільм показав Кіномузей Потсдама. Перегляду акомпанувала Сюзанна Шаак на історичному кінооргані Welte.

## Веб-посилання
- Повна версія фільму на youtube.com
- Ексцельсіор над Копенгагеном
- Капітан Планетарос на борту " Ексельсіора ", розфарбовані фото (вважається, що були створені з DVD)